# Biologia della riproduzione
La biologia della riproduzione è un ramo della biologia che si interessa dello studio del fenomeno riproduttivo.
In particolare la biologia della riproduzione animale/umana studia:
- la struttura, la funzione e lo sviluppo dei gameti sia maschili che femminili;
- i meccanismi che governano l'interazione tra spermatozoo e ovocita;
- l'atto fisico della fecondazione e il successivo embriologia;
- le basi anatomiche e fisiologiche dell'apparato riproduttore;
- l'efficienza riproduttiva;
- i metodi di raccolta di campioni di liquidi seminali, prelievi vaginali, inseminazioni;
- i protocolli di crioconservazione relativi al congelamento/vitrificazione di gameti ed embrioni;
- la normativa in materia di procreazione medicalmente assistita (PMA);
- gli aspetti etici connessi alle biotecnologie riproduttive.

La biologia della riproduzione è strettamente correlata alla biotecnologia della riproduzione che si occupa di tutto l'aspetto tecnologico che vive nel suo retroscena. Quest'ultima comprende gli approcci di laboratorio destinati all'isolamento, alla manipolazione e alla valutazione biochimica, morfologica e funzionale di gameti ed embrioni nonché al loro controllo nell'ambito delle pratiche di fecondazione assistita. In generale l'utilizzo di queste tecniche è necessario per migliorare l'efficienza riproduttiva della specie oggetto di studio per vari fini (da morali/sociali - maternità nella donna - a economici - innalzamento del rendimento di un allevamento animale - a evolutivi - salvaguardare specie in estinzione).
In questo settore, inoltre, sia l'embriologia che l'oncologia trovano un fervido campo di sperimentazione.